# Alfredo Monteverde
Alfredo João Monteverde (Galați, 12 de junho de 1924 – Rio de Janeiro, 25 de agosto de 1969), nascido Alfredo Grunberg, foi um empresário romeno-brasileiro, fundador da rede de varejo Ponto Frio.

## Vida pessoal
Nascido em Galați, na România, era filho de Iancu Grunberg e Regina Rebecca Leff.   Ele tinha uma irmã, chamada Rosy Grunberg. Em 1949 conseguiu a naturalização brasileira, passando a se chamar Alfredo João Monteverde.
No mesmo ano fundou a primeira loja Ponto Frio, nome insperado nos refrigeradores Cold Spot, do qual era revendedor no estado da Guanabara. Em uma década, Monteverde fez do Ponto Frio uma das maiores redes de eletrodomésticos da capital e criou a Globex Importadora, que passou a comprar e importar eletrodomésticos em grande escala para abastecer as lojas do Ponto Frio.
Ao longo dos anos 1950 Monteverde diversificou seus negócios, passando a investir no cinema (sendo produtor do filme É Fogo na Roupa).
De 1965 até sua morte, Alfredo Monteverde foi casado com Lily Cohen, tornando-se seu segundo marido. Alfredo teve um único filho, Carlos Monteverde. 
Amante da cultura, Alfredo era amigo de personalidades, tais como Salvador Dali, Orson Welles, Yves Klein e Al Capp. Ele participava freqüentemente de encontros culturais em Paris, Nova York, Londres. Chegou a comprar, na capital londrina, uma obra de Van Gogh, duas de Paul Klee, uma de Marc Chagall, uma de Fernand Leger, uma de Pierre Bonnard e uma de Picasso, com a intenção de de doá-los ao Museu de Arte Moderna do Rio de Janeiro.
Em 1968 promoveu uma doação para tentar a reabertura do Restaurante Calabouço, sendo ignorado pelas autoridades.